# Ulica Walecznych w Warszawie
Ulica Walecznych – ulica na Saskiej Kępie, w dzielnicy Praga-Południe w Warszawie. Biegnie prostopadle do Wisły między Wałem Miedzeszyńskim a Kanałem Wystawowym. Znajdują się przy niej głównie domy mieszkalne, m.in. z okresu dwudziestolecia międzywojennego, spośród których cztery wpisane są do rejestru zabytków. Nazwa ulicy nawiązuje do czasów I wojny światowej i walk o niepodległość Polski, co wpisuje się w konwencję nazewnictwa wielu innych ulic Saskiej Kępy, szczególnie równoległych – Obrońców i Zwycięzców.

## Przebieg i ruch uliczny
Ulica Walecznych położona jest prostopadle do Wisły. Zaczyna się blisko Wału Miedzeszyńskiego, a kończy tuż przy Kanale Wystawowym, krzyżując się po drodze z Francuską, Saską, Międzynarodową i wieloma mniejszymi uliczkami. Na odcinku od Saskiej do Międzynarodowej jest jednokierunkowa. Nie przebiegają przez nią trasy komunikacji miejskiej ani drogi dla rowerów.

## Historia
Ulica Walecznych częściowo znajduje się w najstarszej części Saskiej Kępy. Jej nazwa została nadana uchwałą Rady Miejskiej Warszawy z dnia 27 września 1926. Na odcinku między Wałem Miedzeszyńskim a ul. Saską znaczna część zabudowy powstała w latach 30. XX wieku. Drewniany dom stojący pod nr 37 jest pamiątką z czasów osadnictwa olęderskiego. Po zakończeniu okupacji niemieckiej Biuro Odbudowy Stolicy zdecydowało się na utrzymanie dotychczasowego charakteru ulicy w zakresie jej roli komunikacyjnej.
Po II wojnie światowej przy ul. Walecznych swoje mieszkania i pracownie mieli tacy artyści jak: malarz Jan Cybis, fotografik Leonard Sempoliński i jego syn, malarz Jacek Sempoliński. Także przy ul. Walecznych swoje miejsce znalazła kolekcja mebli, broni, malarstwa i rzemiosła artystycznego Tadeusza Wierzejskiego. Architektura i historia ulicy wykorzystywane są obecnie przez instytucje publiczne i firmy prywatne np. przy organizacji gier miejskich i spacerów z przewodnikiem.

## Obiekty

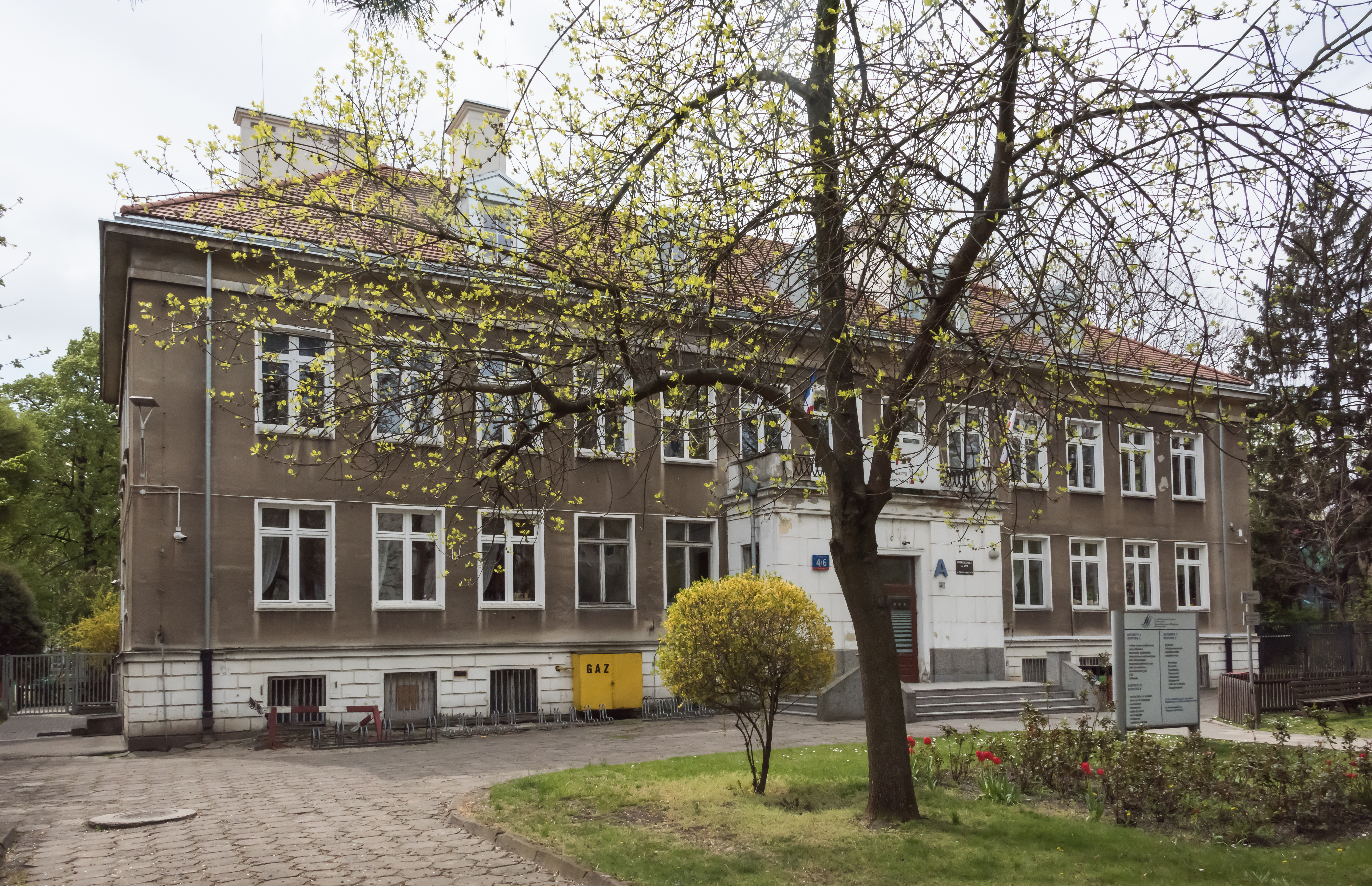
Walecznych 4/6

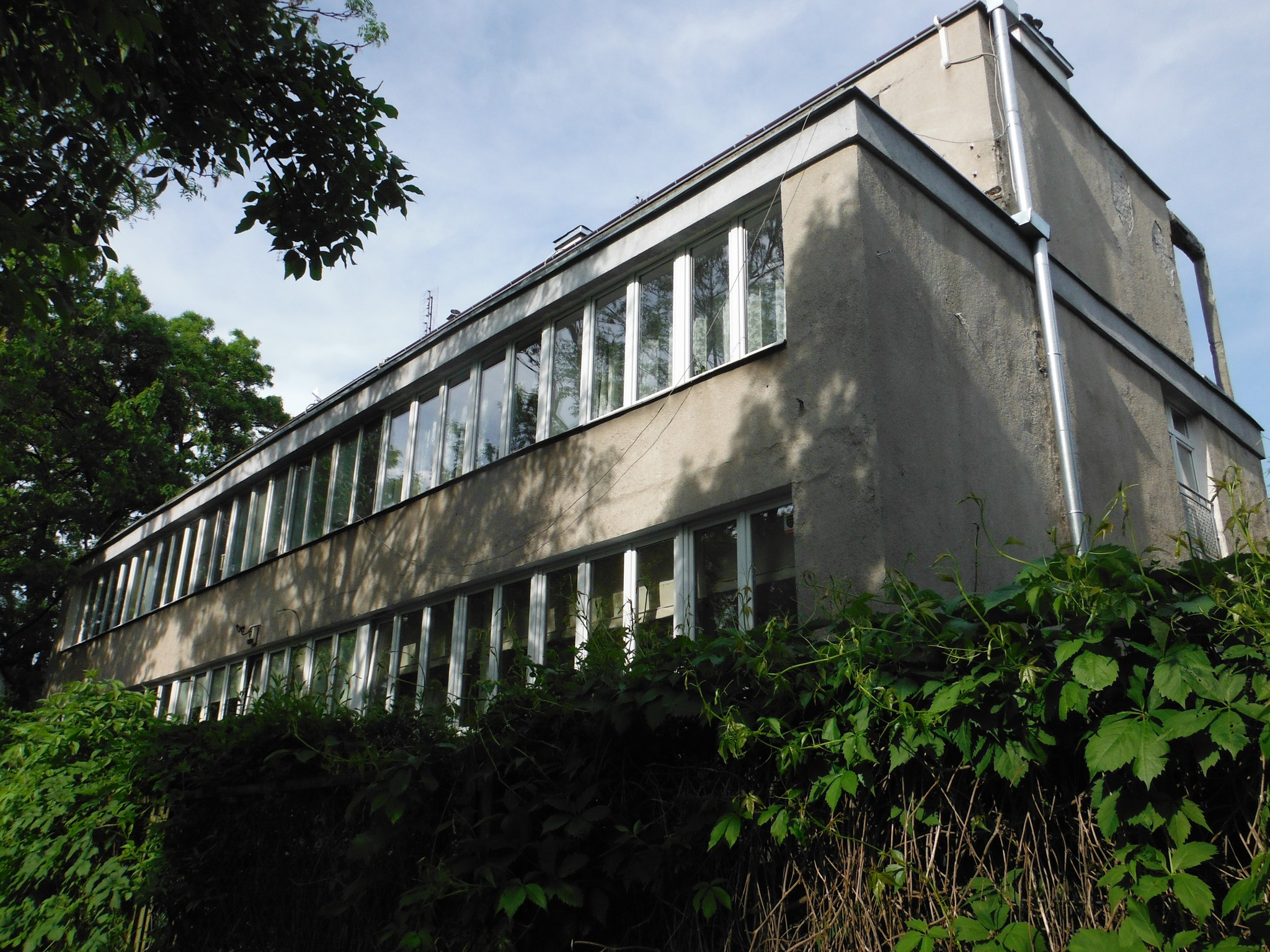
Walecznych 12

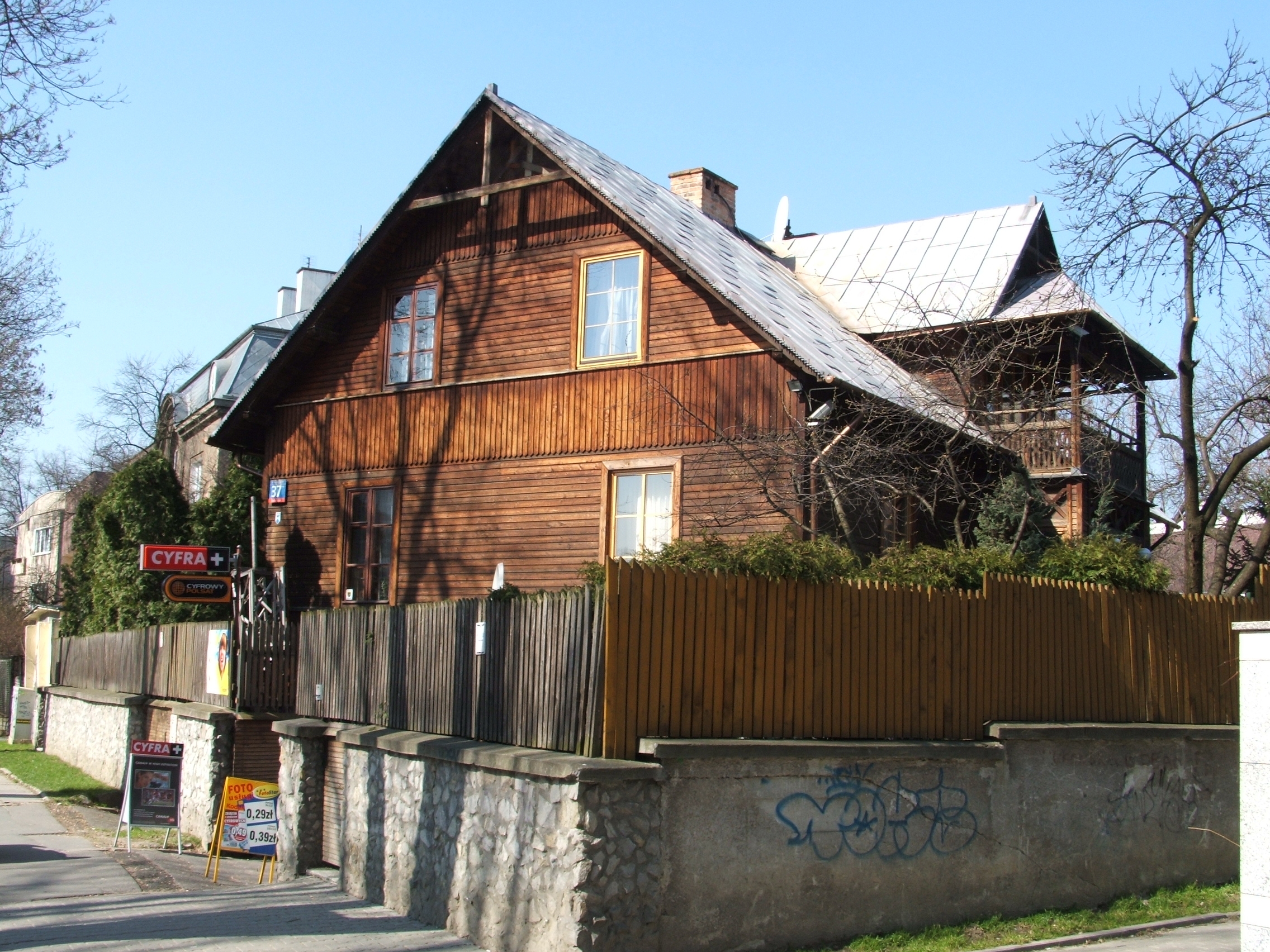
Walecznych 37

- dom przy ul. Walecznych 3 – dom wielorodzinny (własność rodziny Klimaszewskich) z 1935–1936, zaprojektowany przez Stanisława Barylskiego[5]. Wyróżnia go charakterystyczny balkon narożny[6].
- gmach przy ul. Walecznych 4/6 – budynek gimnazjum i liceum francuskiego – Lycée français de Varsovie[7]. Od 2013 przed gmachem znajduje się popiersie René Goscinnego w Warszawie[8].
- dom przy ul. Walecznych 7 – dom, w którym istniała jedna z pierwszych na Saskiej Kępie placówek kulturalnych – szkoła prowadzona pod nazwą Kursy malarstwa i rysunku prof. Bolesława Kuźmińskiego[3].
- dom przy ul. Walecznych 9 – dom wielorodzinny z 1935 zaprojektowany przez Stanisława Barylskiego[5].
- dom przy ul. Walecznych 11 – czynszowa willa miejska z ok. 1936, zaprojektowana przez Bolesława Szmidta i Remigiusza Ostoję Chodkowskiego. Budynek posiada liczne elementy charakterystyczne dla funkcjonalizmu, jak np. charakterystycznie przeszkloną klatkę schodową, czy też balustrady z siatki i rurek. Z kolei z monumentalizmu zaczerpnięto projektując wysoki parter i symetryczną kompozycję. Również do tego stylu nawiązuje imitowany rysunek kamiennych płyt. Po obu stronach domu nadwieszone zostały tarasy[9]. Budynek wpisany do rejestru zabytków[10].
- dom przy ul. Walecznych 12 – dom Krzymuskich z 1935–1937, zaprojektowany przez Helenę i Szymona Syrkusów. Podłużny budynek ustawiony został w linii północ-południe, co pozwoliło stworzyć mieszkaniom optymalne warunki oświetleniowe. Parter jest niski i lekko cofnięty. Wyłożony został klinkierowymi płytami, podobnie jak w przypadku willi Kiltynowicza przy ul. Katowickiej 26[a]. Podtrzymywana przez słupy elewacja pokryta jest oknami. Ostatnie piętro jest lekko cofnięte, co pozwoliło na utworzenie długiego tarasu[11].
- dom przy ul. Walecznych 16 – dom, w którym mieszkał Julian Lisiecki[12].
- dom przy ul. Walecznych 17 – dom wielorodzinny z 1936 zaprojektowany przez Stanisława Barylskiego[5]. Budynek wpisany do rejestru zabytków[10].
- dom przy ul. Walecznych 18 – dom wielorodzinny z 1935 zaprojektowany przez Konstantego Jakimowicza[5].
- dom przy ul. Walecznych 19 – dom z ok. 1930 roku, wpisany do rejestru zabytków[10].
- dom przy ul. Walecznych 21 – dom wielorodzinny z ok. 1937 zaprojektowany przez Zygmunta Konrada i Leonarda Kario[5].
- dom przy ul. Walecznych 22 – dom wielorodzinny z 1938 zaprojektowany przez Leonarda Kario[5].
- budynek przy ul. Walecznych 25 – Ośrodek Dzienny Warszawskiego Koła Polskiego Stowarzyszenia na rzecz Osób z Upośledzeniem Umysłowym[13].
- dom przy ul. Walecznych 27 – dom, w którym w latach 1945–1988 mieszkał i pracował artysta fotografik Leonard Sempoliński[14].
- dom przy ul. Walecznych 28 – dom, w którym w latach 1945–1957 mieszkał i pracował artysta malarz Jan Cybis[15]. Po 1984 w budynku mieściła się galeria Saska Kępa prowadzona przez rzeźbiarkę Grażynę Roman, gdzie powierzchnia wystawowa dostępna była dla artystów, którzy poddawani byli szykanom[16].
- dom przy ul. Walecznych 30 – dom, w którym w czasie obrony Warszawy we wrześniu 1939 mieścił się wojskowy punkt sanitarny[17].
- dom przy ul. Walecznych 34 oraz Walecznych 36 – dom wielorodzinny z 1936 zaprojektowany przez Maksymiliana Goldberga i Hipolita Rutkowskiego[5]. Od frontu wyróżnia go ciąg loggi przez co przypominać może nadmorski ośrodek wypoczynkowy, zwłaszcza, że bulaje i długie tarasy nadają mu cechy stylu okrętowego (ang. streamline). Ustawione pod skosem okna poprawiają dostęp światła, a ich zygzakowate ustawienie wpisuje się w tendencje z lat 30. XX wieku[18]. Do wyglądu tego budynku nawiązuje dom sąsiedni (ul. Francuska 28), na elewacji którego znajdują się zygzakowate wykusze[19].
- dom przy ul. Walecznych 36A – dom wielorodzinny z 1936 zaprojektowany przez Henryka Oderfelda[5]. Kształt budynku (zbudowanego na planie trapezu) jest przykładem dopasowania projektu do działki. Charakterystycznymi elementami domu są także otwory okienne, zaokrąglone naroże i taras od strony ogrodu[20].
- dom przy ul. Walecznych 37 – drewniany dom z ok. 1880, wpisany do rejestru zabytków[10]. Został wzniesiony na tzw. terpie[21]. Początkowo własność rodziny Przybytkowskich, następnie Szenków. Zwyczajowo zwany jest najstarszym domem na Saskiej Kępie, choć przeprowadzony w latach 70. remont był de facto rekonstrukcją budynku[22]. Dom jest swego rodzaju pamiątką z czasów olęderskich, a jego charakterystyczne ustawienie jest świadectwem wybudowania przed momentem wytyczenia ulic[23].
- dom przy ul. Walecznych 38 – dom wielorodzinny z ok. 1938 zaprojektowany przez Henryka Szlagórskiego[5], wyróżniający się daszkiem nad drzwiami wejściowymi[20].
- gmach przy ul. Walecznych 59 – siedziba Praskiego Centrum Dziecka i Rodziny im. Aliny Margolis-Edelman (Fundacja Dzieci Niczyje)[24].
- apartamentowiec przy ul. Walecznych 62 – 3-piętrowy budynek mieszkalny powstały w latach 2007–2008 wg projektu pracowni Bulanda Mucha Architekci. Swoją formą nawiązuje do międzywojennych willi. Obiekt otrzymał wyróżnienie w konkursie Nagroda Roku SARP 2007, a także był nominowany do Europejskiej Nagrody Architektonicznej Fundacji Miesa van der Rohe w 2009[25].

## Galeria

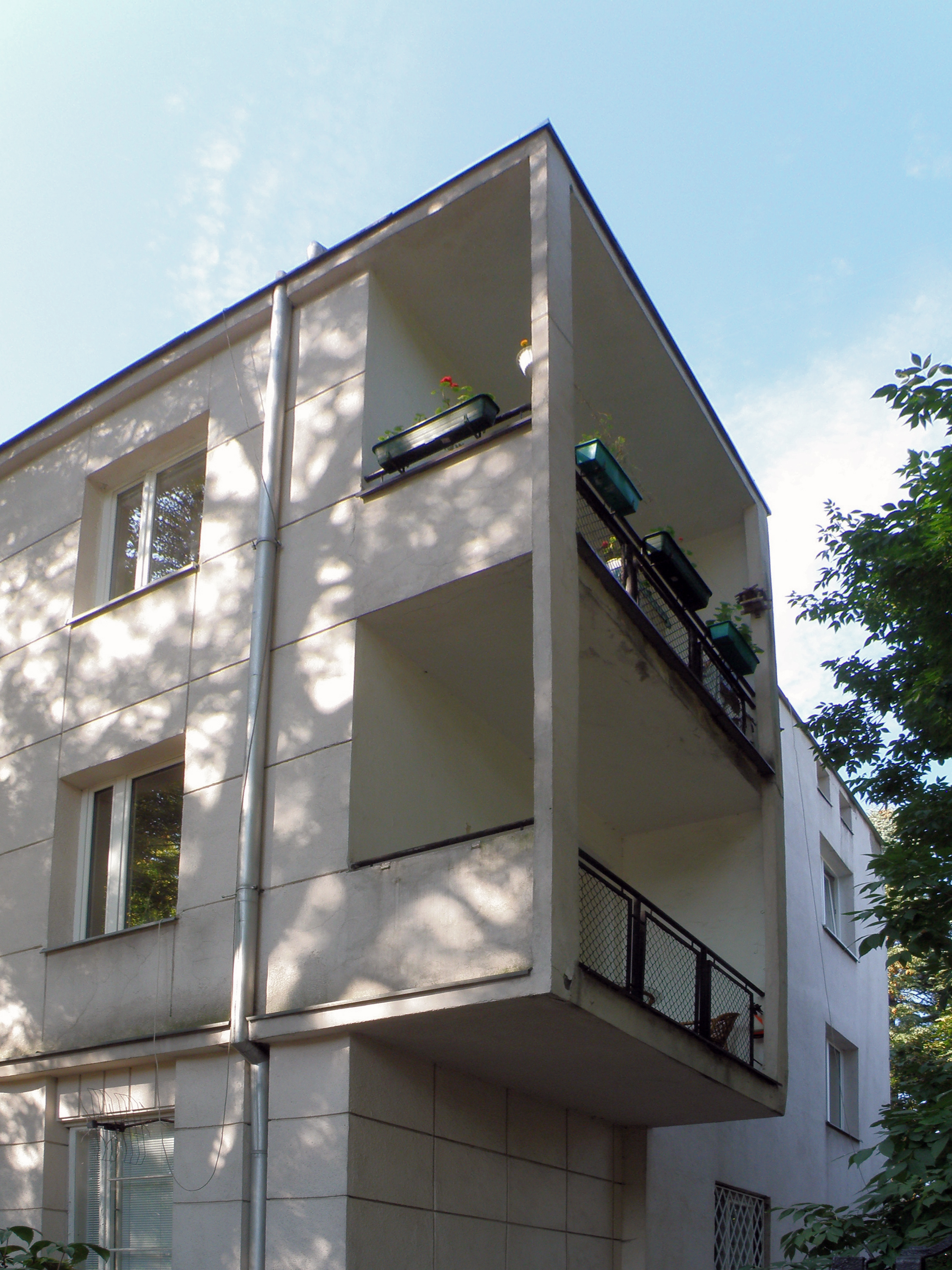
Walecznych 11
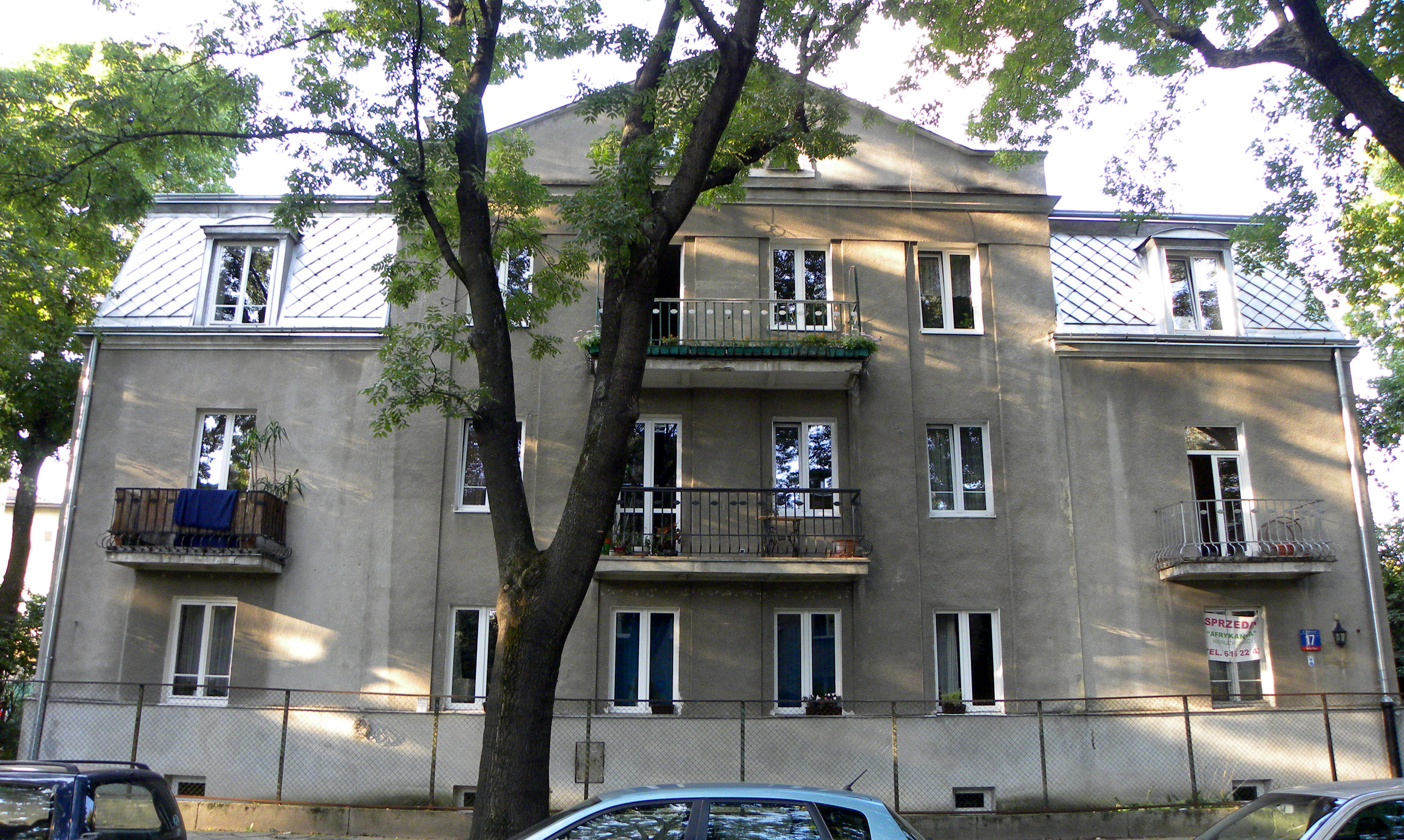
Walecznych 17
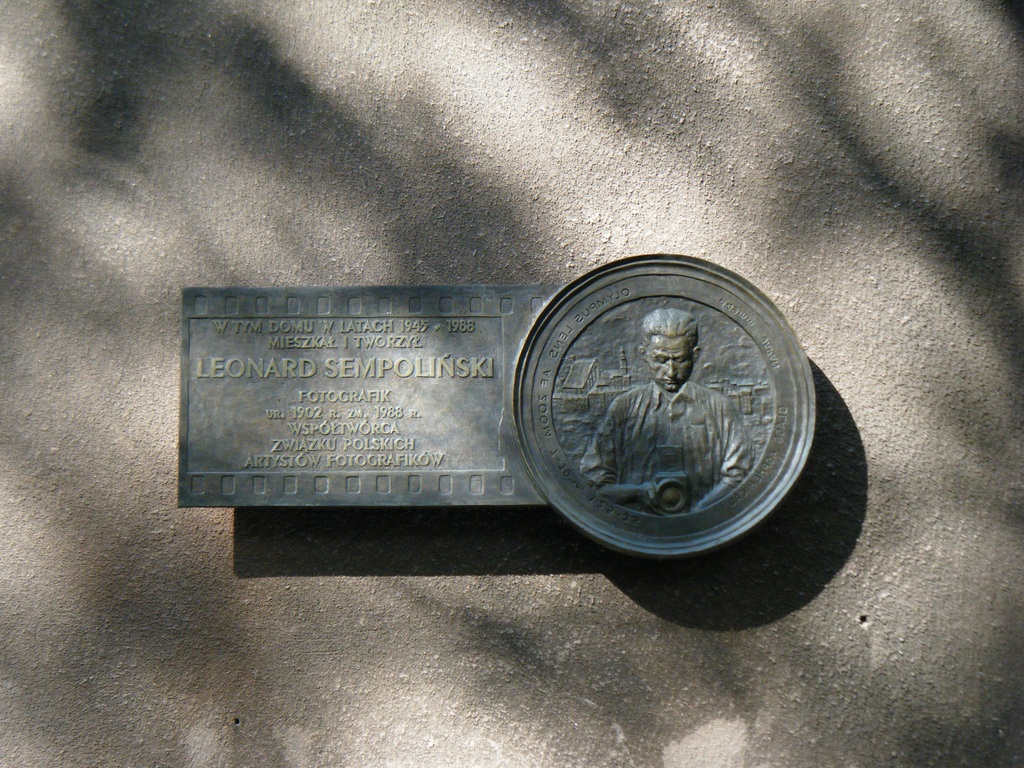
Walecznych 27: Tablica pamiątkowa
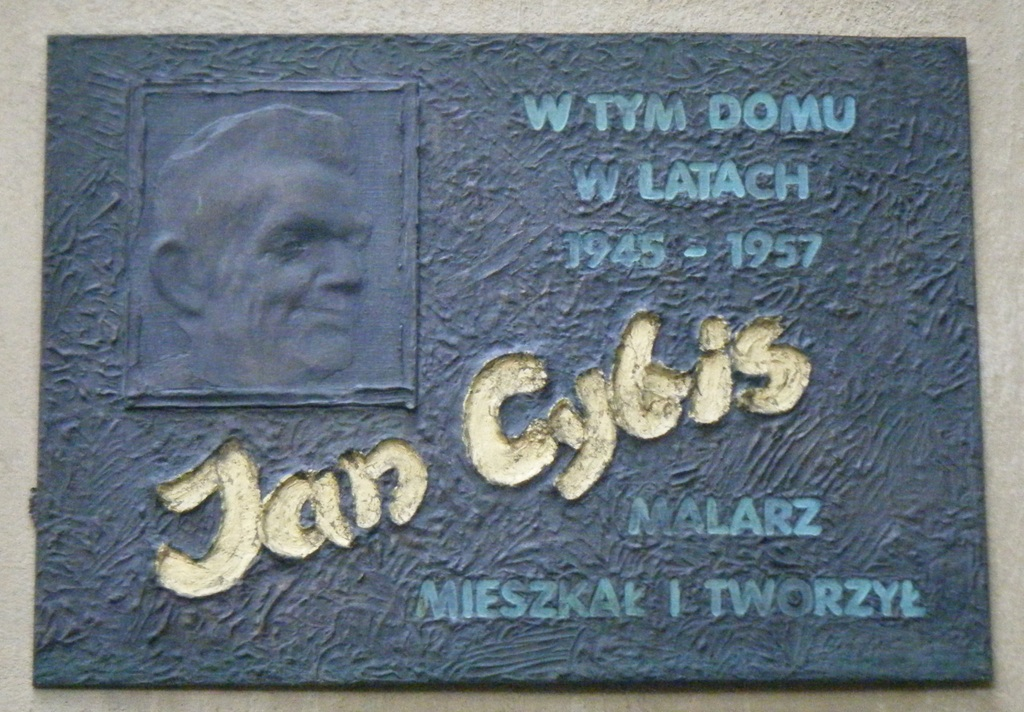
Walecznych 28: Tablica pamiątkowa